# Манахов, Евгений Фёдорович

Бюст Е. Ф. Манахова в Кузнецке.

Евге́ний Фёдорович Мана́хов (2 января 1925 года, Кузнецк — 4 марта 2007 года, Москва) — участник Великой Отечественной войны, командир сабельного взвода 4-го эскадрона 58-го гвардейского кавалерийского полка 16-й гвардейской Черниговской кавалерийской дивизии, сформированной в декабре 1941 года в городе Уфе, как 112-я Башкирская кавалерийская дивизия, 7-го гвардейского кавалерийского корпуса 61-й армии Центрального фронта. Герой Советского Союза.

## Биография
Евгений Манахов родился 2 января 1925 года в городе Кузнецке (ныне — Пензенской области) в семье рабочего. Член ВКП(б)/КПСС с 1944 года. Окончил 7 классов, учился на 1-м курсе механического техникума в Пензе. Призван в армию в июле 1941 года Пензенским городским военкоматом Пензенской области. В декабре 1941 года окончил Чкаловское кавалерийское училище. С февраля 1942 года Манахов в действующей армии.
Гвардии лейтенант Евгений Манахов в наступательном бою 18 сентября 1943 года в районе села Баба со взводом забросал гранатами блиндаж штаба батальона противника, захватил штабную машину, уничтожил восемь гитлеровцев.
В ночь на 27 сентября 1943 года Манахов первым во главе взвода форсировал реку Днепр в районе деревни Нивки Брагинского района Белоруссии и ворвался в траншею противника. Действуя штыками и ножами, гвардейцы-кавалеристы ликвидировали боевое охранение. Взвод Манахова закрепился на плацдарме и способствовал переправе других подразделений 58-го гвардейского кавалерийского полка. Манахов временно принял на себя командование 4-м эскадроном, организовал круговую оборону, сообщил в штаб о благополучной переправе на вражеский берег и захвате траншей противника.
Указом Президиума Верховного Совета СССР «О присвоении звания Героя Советского Союза генералам, офицерскому, сержантскому и рядовому составу Красной Армии» от 15 января 1944 года за «образцовое выполнение боевых заданий командования на фронте борьбы с немецкими захватчиками и проявленными при этом отвагу и геройство» гвардии лейтенанту Манахову Евгению Фёдоровичу присвоено звание Героя Советского Союза с вручением ордена Ленина и медали «Золотая Звезда» (№ 3582). С 1946 года Манахов Е. Ф. — в запасе.
В 1951 году окончил Институт внешней торговли. В 1962—1966 годах работал торговым представителем в Индонезии.
В 1976—1984 годах занимал пост председателя Всесоюзного объединения «Алмазювелирэкспорт». В 1984—1992 годах — торгпред в Великобритании. С 1993 года и до ухода на пенсию — генеральный директор Всесоюзного объединения «Союзпромэкспорт».
Жил в Москве. Скончался 4 марта 2007 года. Похоронен в Москве на Троекуровском кладбище.

## Награды
- Медаль «Золотая Звезда»
- орден Ленина;
- орден Богдана Хмельницкого III степени;
- орден Отечественной войны I степени;
- два ордена Трудового Красного Знамени;
- орден Дружбы народов;
- орден «Знак Почёта».

## Память
- Бюст Е. Ф. Манахова установлен на Холме Воинской Славы в Кузнецке.
- Имя Е. Ф. Манахова высечено золотыми буквами на мемориальных досках вместе с именами всех 78-и Героев Советского Союза 112-й Башкирской кавалерийской дивизии, установленных в Национальном музее Республики Башкортостан и в Музее 112-й Башкирской кавалерийской дивизии в Уфе.